# UAZ

Nhà máy ôtô Ulyanovsky Avtomobilny Zavod (UAZ; tiếng Nga: Улья́новский автомоби́льный заво́д) – nhà máy ở Ulyanovsk, thành lập tháng 7 năm 1941. Là nhà máy hàng đầu của Nga trong việc sản xuất ôtô: xe con UAZ, xe tải nhẹ và xe khách nhỏ.

## Lịch sử nhà máy
Trong thời gian Chiến tranh thế giới thứ hai dưới sự lãnh đạo của Liên Xô đã quyết định xây chi nhánh của nhà máy ôtô Moskva ZiS ở Uljanovsk. 20 tháng 10 năm 1941, các chuyên gia đầu tiên từ Moskva đã đến đây, nhưng vào tháng 5 năm 1942, nhà máy mới cho ra lò xe ZIS-5, 2 tháng sau nhà máy cho ra 30 xe tải/ngày.
22 tháng 6 năm 1943, Hội đồng quốc phòng Liên Xô nhận quyết định về việc xây dựng ở Uljanovsk nhà máy ôtô trên cơ sở của ZiS. Đến tháng 5 năm 1944, mẫu xe tải thử nghiệm 3.5 tấn đã được lắp đặt;— UlZIS-253. Cuối năm 1944, Việc sản xuất ZiS-5 được chuyển đến Ural ở Miass, còn nhà máy thì cho ra lò các ôtô nhãn hiệu GAZ-АА. Từ 26 tháng 10 năm 1947 nhà máy lắp ráp các xe tải GAZ-АА, từ năm 1954 GAZ-69, nhưng từ năm 1956 sản xuất GAZ-69 và GAZ-69А từ các gốc của việc sản xuất đặc biệt. Ở nhà máy xe tải ít tấn UAZ-450D được sản xuất. Tháng 5 năm 1966 ở Moskva, xe tải UAZ-452D đã được trao huy chương vàng VDNH. 15 tháng 12 năm 1972 từ xưởng của nhà máy ôtô Uljanovsk xuất hiện những UAZ-469 đầu tiên. Xe thứ một triệu của nhà máy được xuất xưởng 18 tháng 2 năm 1974.

## Sản xuất
Chuỗi mô-đen của «UAZ» không ngừng được phát triển. 

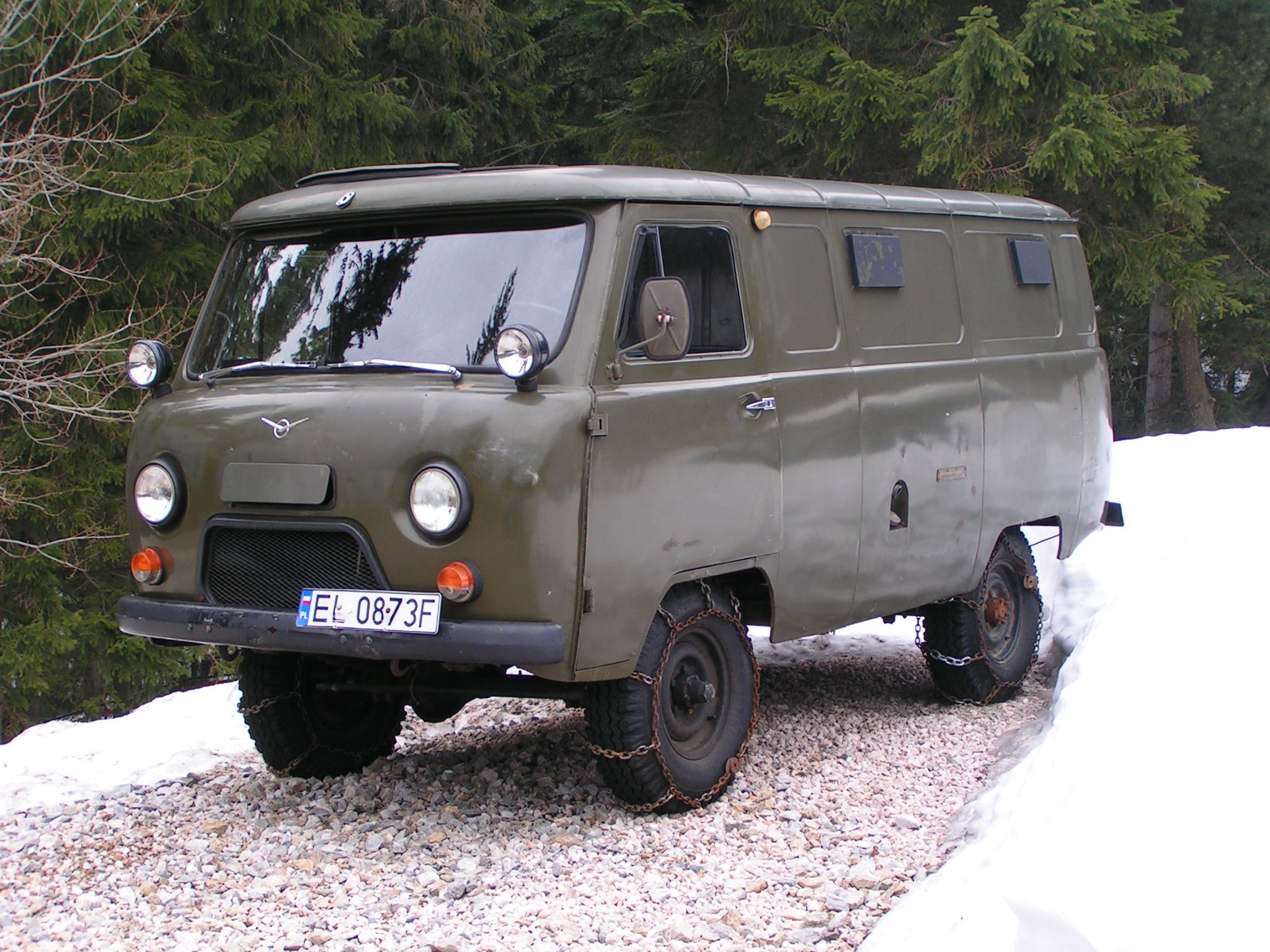
UAZ-452
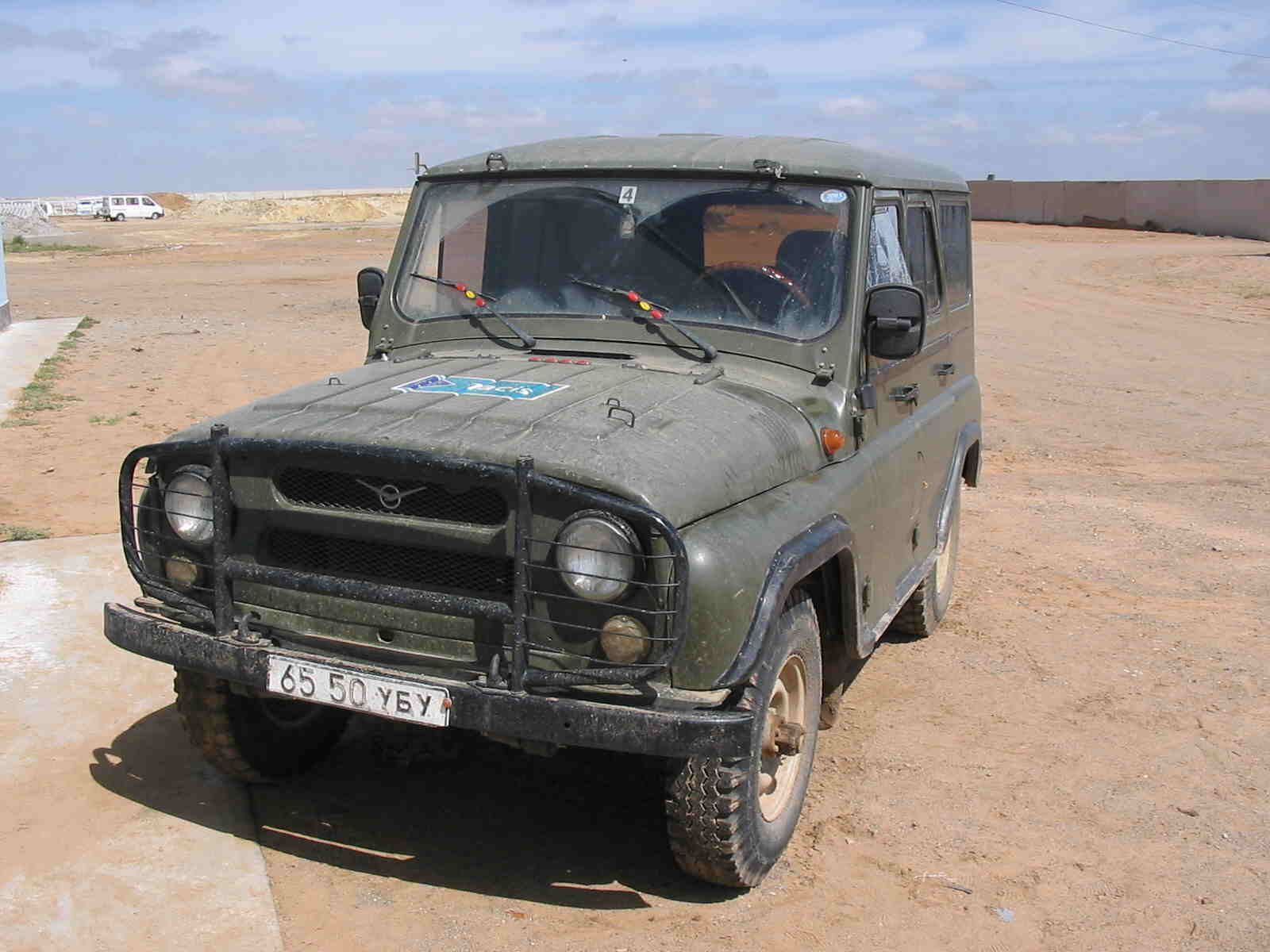
UAZ-469
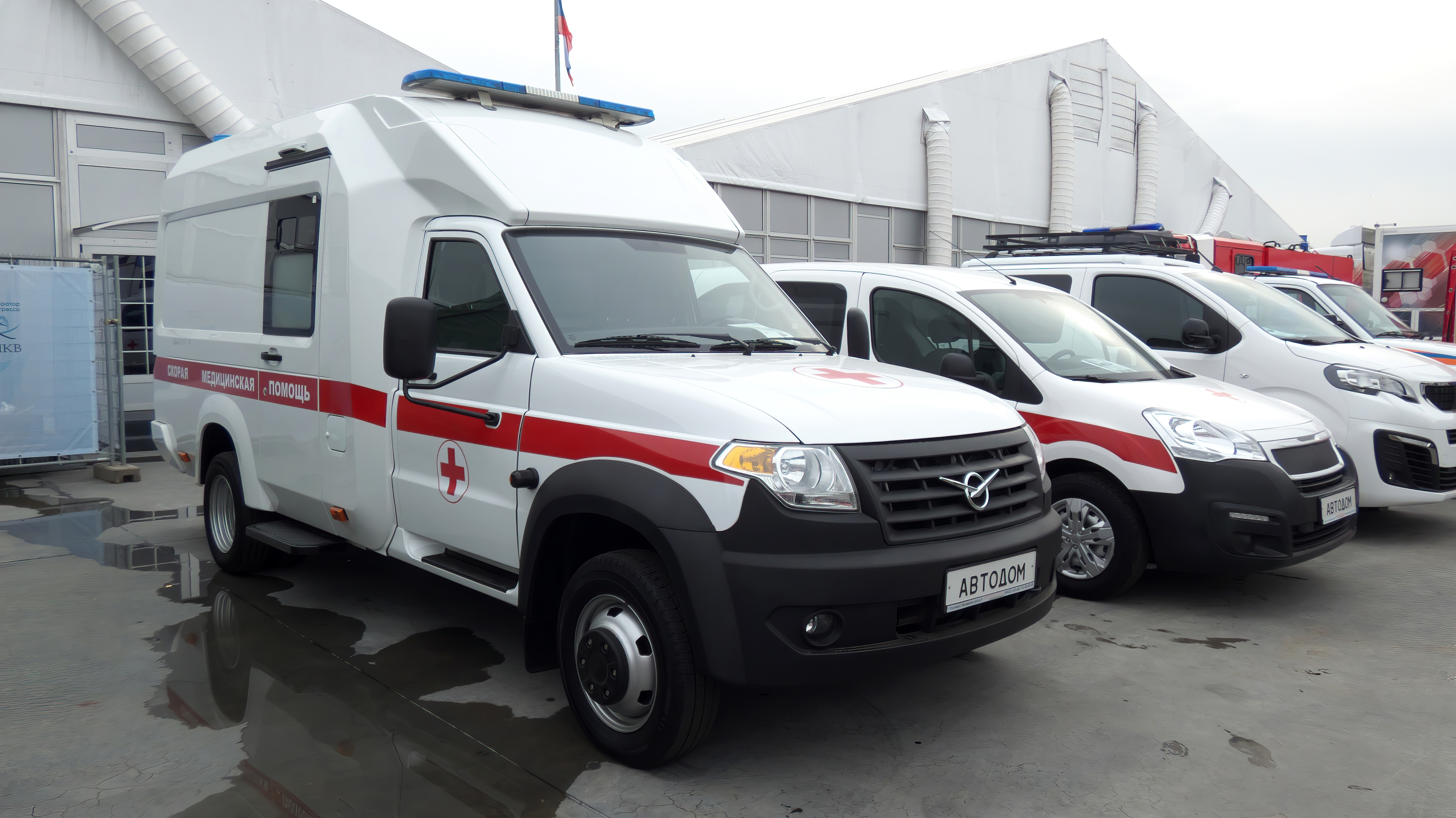
UAZ-128811-100

## Liên kết
- Trang chính UAZ
- Nhà máy ôtô Uljanovsk Lưu trữ ngày 4 tháng 3 năm 2016 tại Wayback Machine